# Lasioglossum osmioides
Lasioglossum osmioides är en biart som först beskrevs av Adolpho Ducke 1902.  Lasioglossum osmioides ingår i släktet smalbin, och familjen vägbin. Inga underarter finns listade i Catalogue of Life.